# Sunds församling, Åland

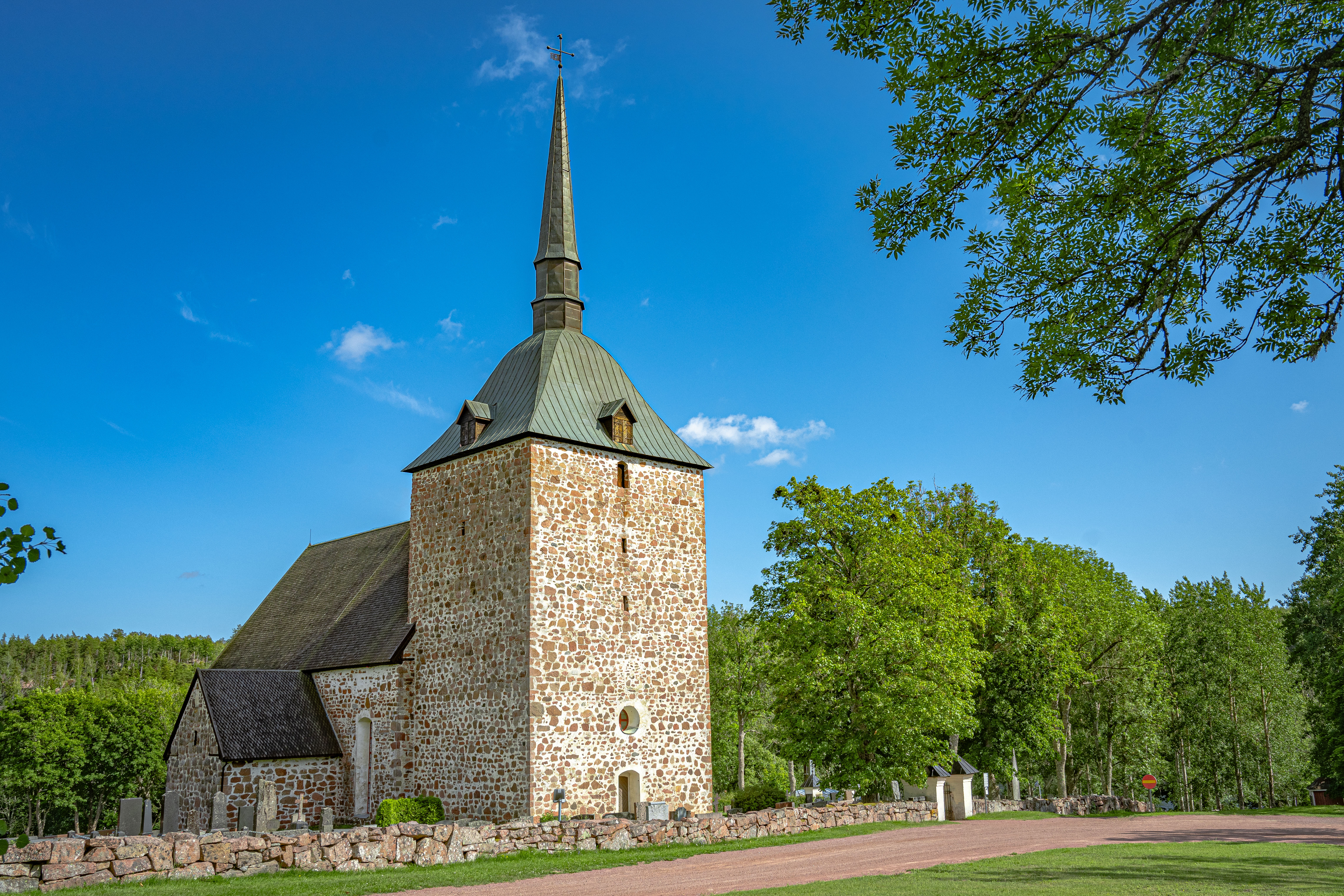
Sunds kyrka var sockenkyrka i Sunds församling från medeltiden till församlingen upphörde 1985.

Kartan visar Sunds församlings läge på Åland.

Sund var en församling (socken) på Åland (Finland) med samma gränser som Sunds kommun. Sund uppgick 1985 i Sund-Vårdö församling och ingår sedan 2022 i Norra Ålands församling.
Sund tillhörde under den svenska tiden Åbo stift och från 1817 Åbo ärkestift i Finland. När det svenskspråkiga Borgå stift tillkom 1923 överfördes Sund tillsammans med övriga åländska församlingar dit. Församlingen tillhörde Ålands prosteri.
Sund ligger på den åländska huvudöns (fasta Åland) östra del och har landgräns mot Saltvik  samt vattengräns mot Finström, Jomala, Lumparland och Vårdö.
Sunds församling hade medeltida ursprung. Kyrkan, helgad åt Johannes Döparen, anges vara uppförd under andra halvan av 1200-talet. Socknen omnämns första gången den 17 juli 1352 när påven Clemens VI providerade Laurentius Arnberi, kanik i Åbo och kyrkoherde i Sund i Åbo stift, med kanonikat och prebende i Strängnäs.

## Administrativa tillhörigheter
Sund var moderförsamling i Sunds pastorat där också Vårdö kapellförsamling ingick. Pastoratet, som hade existerat sedan medeltiden, upplöstes 1866 när Vårdö blev eget pastorat i samband med den finländska kommunreformen 1865. 
Ursprungligen omfattade Sunds pastorat hela den åländska skärgården i öster, inte bara Vårdö utan också de längre bort belägna socknarna Kumlinge och Brändö. Det framgår av ett dokument från den 29 juli 1401 som nämner en viss Gudholf som bosatt j Jurema j Sundhaa sokn j Alandh (i Jurmo i Sunds socken på Åland). Jurmo är en ö och by, belägen i Brändö (tidigare kapell under Kumlinge), invid gränsen till Egentliga Finland.
När Kumlinge kapell avskildes till ett eget pastorat och när kapellen Vårdö och Brändö tillkom finns inga säkra uppgifter om, mer än att detta skedde under medeltiden.
Sunds församling (kyrksocken) delades på 1860-talet i två förvaltningsorgan med samma territoriella gränser, i enlighet med förordningen om kommunalförvaltning från 1865. Nybildade Sunds landskommun, numera Sunds kommun, övertog successivt världsliga uppgifter, medan församlingen behöll de kyrkliga.

## Områdets historia
I slutet av 1300-talet anlades Kastelholms slott i Sund, vilket gjorde att Ålands administrativa centrum kom att ligga inom församlingen. När Bomarsunds fästning började byggas kring 1830, också den belägen i Sund, blev den för några årtionden åländsk centralort. Efter att staden Mariehamn hade grundats 1861 utvecklades den med tiden till huvudort på Åland och Sund förlorade den centrala ställning församlingen haft i århundraden.
Stora landsvägen mellan Sverige och Finland, som också fungerade som  postväg mellan Stockholm och Åbo, passerade genom Sund. Den livliga trafiken och den ständiga skjutsplikten präglade livet i byarna längs vägen.

## Namnet Sund
Namnet Sund syftar på läget invid ett långsträckt vatten som skär genom nästan hela socknen. Det var tidigare en avlång vik, förbundet med havet via innanfjärden Lumparn, men landhöjningen har avsnört viken som numera bildar två insjöar, Östra och Västra Kyrksundet.
Sunds kyrka och prästgård ligger i dag i byn Prästgården, centralt i socknen strax invid det gamla sundet. Sannolikt har byn Prästgården ursprungligen burit namnet Sund. När kyrkan byggdes kom denna att benämnas Sunds kyrka efter byn på vars mark den var uppförd. Med tiden övergick det gamla bynamnet till att bli sockennamn samtidigt som den före detta byn, som hade blivit kyrkoherdens boställe, började kallas Prästgården. Att socknar har namn efter byn där kyrkan är byggd är mycket vanligt.
Ibland har tanken förts fram att byn Sundby, som ligger ganska nära kyrkan, skulle utgöra en rest av en gammal kyrkby. Det stämmer dock inte. Namnet Sundby tillkom under andra halvan av 1600-talet, när befallningsmannen Erland Törn (död 1690) var innehavare av det ena hemmanet i byn Lappböle. Tydligen tyckte han inte om det ganska rustikt klingande namnet Lappböle och började istället kalla gården Sundby. I ett domstolsprotokoll från den 16 februari 1680 nämns den som "det hemmanet i Lappböle, som nu kallas Sundby". I mantalslängderna förekommer namnet första gången 1673. Det äldsta påträffade belägget finns i ett tingsprotokoll den 4 augusti 1668, som nämner Erland Törn som bosatt i Sundby.

## Byar
Sunds församling var uppdelad i följande byar:
Berg, Björby, Bomarsund med Prästö (fästningsområdet), Brändbolstad, Domarböle, Finby, Gunnarsby, Gesterby, Hulta, Högbolstad, Jussböle, Kastelholm, Kulla, Lappböle, Lövvik, Mångstekta, Persby, Prästgården, Rosenberg (tidigare Håkanböle), Sibby (Östersibby), Smedsböle, Strömbolstad, Sundby (tidigare en del av Lappböle), Svensböle, Tosarby, Tranvik, Träsk och Vivasteby. 
Två områden, Kastelholm och Bomarsund med Prästö, har genomgått stora förändringar i historisk tid: 
Kastelholm är en tidigare kungsgård. Efter att Kastelholms slott började uppföras i slutet av 1300-talet ökade successivt behovet av jordbruksmark i omgivningarna under 1400- och 1500-talen. Ett antal närbelägna byar införlivades och upphörde att existera: Björsnäs, Björsåker, Fastersby, Heinarby, Sibby (Västersibby) och Tjudnäs.
I samband med tillkomsten av Bomarsunds fästningsområde (Bomarsund med Prästö) i början 1800-talet avhystes ett tiotal gårdar och bönderna fick ny mark i Saltvik. Stora delar av byn Persby försvann, däribland hela bydelen Persnäs med gårdarna Lagmans och Skarpans, liksom en del av byn Vivasteby med gården Bomarsund. Samtidigt överfördes byn Prästö från Vårdö till Sund.
I Sund finns också bosättningen Delvik invid viken med samma namn på gränsen mellan Sibby och Mångstekta byar.

## Kyrkoherdar
Kyrkoherdar i Sund (listan är inte komplett):
| Ämbetstid | Namn                           | Levnadsår | Övrigt                |
| --------- | ------------------------------ | --------- | --------------------- |
| 1590–1631 | Laurentius Magni Echroterus    | död 1631  |                       |
| 1635–1655 | Martinus Clementis             | 1593–1655 |                       |
| 1656–1675 | Bryniel Magni Kiellinus        | 1612–1675 |                       |
| 1676–1694 | Laurentius Brynolphi Kiellinus | död 1694  |                       |
| 1694–1714 | Salomon Alanus                 | 1657–1739 |                       |
| 1714–1721 | stora ofreden                  |           | befolkningen på flykt |
| 1721–1737 | Samuel Kiellin                 | 1680–1737 |                       |
| 1738–1767 | Carl Gustaf Hallman            | 1698–1770 |                       |
| 1769–1779 | Johannes Landtman              | 1694–1777 |                       |
| 1779–1796 | Carl Hägg                      | 1753–1829 |                       |
| 1799–1810 | Georg Jakob Öhman              | 1750–1831 |                       |
| 1811–1827 | Fredrik Fontell                | 1763–1827 |                       |
| 1828–1845 | Carl Eric Hällfors             | 1763–1854 |                       |
| 1846–1847 | Johan Karl Ebeling             | 1796–1847 |                       |
| 1851–1856 | Gustav Adolf Justin            | 1811–1866 |                       |
| 1869–1875 | Lars Gustav Vilhelm Törnvall   | född 1819 |                       |
| 1876–1895 | Frans Joakim Torckell          | 1827–1895 |                       |
| 1898–1909 | Anders Oskar Eskelin           | född 1865 |                       |
| 1910–1931 | Carl Edvin Simon Henriksson    | 1859–1931 |                       |
| 1932–1966 | Karl Evald Snellman            | född 1900 |                       |
| 1966–1971 | Paul Axel Pettersson           | född 1910 |                       |

## Klockare och organister
Klockare och organister i Sund (listan är inte komplett):
| Ämbetstid | Namn                        | Levnadstid  | Övrigt                |
| --------- | --------------------------- | ----------- | --------------------- |
| 1701–1752 | Johan Eriksson Tegelman     | död ca 1752 | Klockare              |
| 1752–1797 | Mats Persson Sundborg       | 1726–1797   | Klockare              |
| 1768–1809 | Henrik Ravander             | 1746–1809   | Organist              |
| 1800–1834 | Olof Lindeman               | 1766–1834   | Organist och klockare |
| 1834–1836 | Olof Axel Immanuel Lindeman | 1811–1885   | Organist och klockare |
| 1836–1838 | Johan Adolf Hedlund         | 1798–1867   | Sångare               |
| 1838–1850 | Isak Sundqvist              | 1815–1861   | Organist och klockare |